# Bracamoros
Bracamoros var en konfederation av många av Amazonas urfolk, som bodde i Mayo-Chinchipeflodens avrinningsområde, den sydöstra delen av provinsen Zamora Chinchipe i Ecuador, norra delen av departementet Cajamarca och västra delen av departementet Amazonas i Peru.
De urfolk som samlat sig i konfederationen var: Palandas, Chitos, Palacaras och Tacamoros i  Ecuador; Pericos, Xorocas, Baguas, Chamayas, Chirinos, Pacaraes, Mandingas, Tabancares, Maracaconas och Tamborapas i Peru; med flera.